# Magazine d'actualité
Un magazine d'actualité est une publication périodique — présentée sous forme de magazine — qui propose un retour sur l'actualité. On trouve parfois le synonyme « newsmagazine » pour désigner les magazines d'actualité, en particulier dans les milieux de la communication et dans les médias influencés par la culture des États-Unis et anglaise.
Souvent hebdomadaire, parfois bimensuelle, cette publication cherche généralement à fournir à son lectorat une analyse un peu plus détaillée que celle qu'il peut trouver par ailleurs dans la presse quotidienne.

## Les principaux titres

### En langue française
Belgique
- Le Vif/L'Express

Canada
- L'actualité

France
| Titre                                               | 2019      | Périodicité    |
| --------------------------------------------------- | --------- | -------------- |
| Couplage Dossier familial + I comme info            | 1 089 779 | mensuel        |
| Dossier familial (devenu Merci pour l'info en 2022) | 932 276   | mensuel        |
| Paris Match                                         | 505 044   | hebdomadaire   |
| Le Figaro Magazine                                  | 369 357   | hebdomadaire   |
| M, le magazine du Monde                             | 316 870   | hebdomadaire   |
| Le Point                                            | 292 211   | hebdomadaire   |
| Le Parisien Magazine/Aujourd'hui en France          | 247 264   | hebdomadaire   |
| L'Obs                                               | 215 877   | hebdomadaire   |
| L'Express                                           | 201 126   | hebdomadaire   |
| I Comme Info                                        | 155 789   | mensuel        |
| Courrier international                              | 155 079   | hebdomadaire   |
| Le Monde diplomatique                               | 143 872   | mensuel        |
| Pèlerin                                             | 126 173   | hebdomadaire   |
| Marianne                                            | 124 122   | hebdomadaire   |
| VSD                                                 | 118 306   | mensuel        |
| Le Nouveau Détective                                | 109 696   | hebdomadaire   |
| 01net Magazine                                      | 101 574   | quinzomadaire  |
| Valeurs actuelles                                   | 96 627    | hebdomadaire   |
| La Vie                                              | 74 232    | hebdomadaire   |
| Society                                             | 47 214    | quinzomadaire  |
| Famille Chrétienne                                  | 42 722    | hebdomadaire   |
| Réponse à Tout !                                    | 42 581    | mensuel        |
| Philosophie Magazine                                | 35 929    | mensuel        |
| Les Inrockuptibles                                  | 29 470    | hebdomadaire   |
| Néon                                                | 25 629    | bimestriel     |
| Polka Magazine                                      | 23 748    | quadrimestriel |
| Manière de voir                                     | 22 373    | bimestriel     |
| Jeune Afrique                                       | 13 991    | hebdomadaire   |
| Afrique magazine - AM                               | 13 983    | mensuel        |
| Dossier Familial # Expert                           | 5 143     | trimestriel    |

Maroc
- Maroc Hebdo
- TelQuel

Suisse

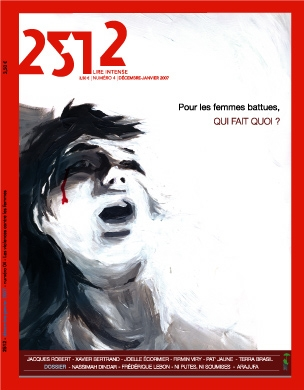
2512, un magazine d'actualité publié à La Réunion.

- L'Hebdo (fin de publication en février 2017)

### En langue anglaise
- en Australie : The Bulletin

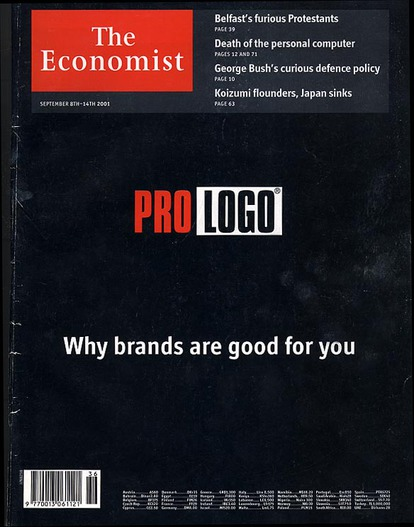
The Economist (septembre 2001).

- au Royaume-Uni : The Economist et The Week
- en Inde : Frontline
- au Canada : Maclean's Magazine et Western Standard
- aux États-Unis : The Nation, National Review, The New Republic, Newsweek, Time Magazine et U.S. News & World Report
- en Afrique : New African (en)

### Dans d'autres langues

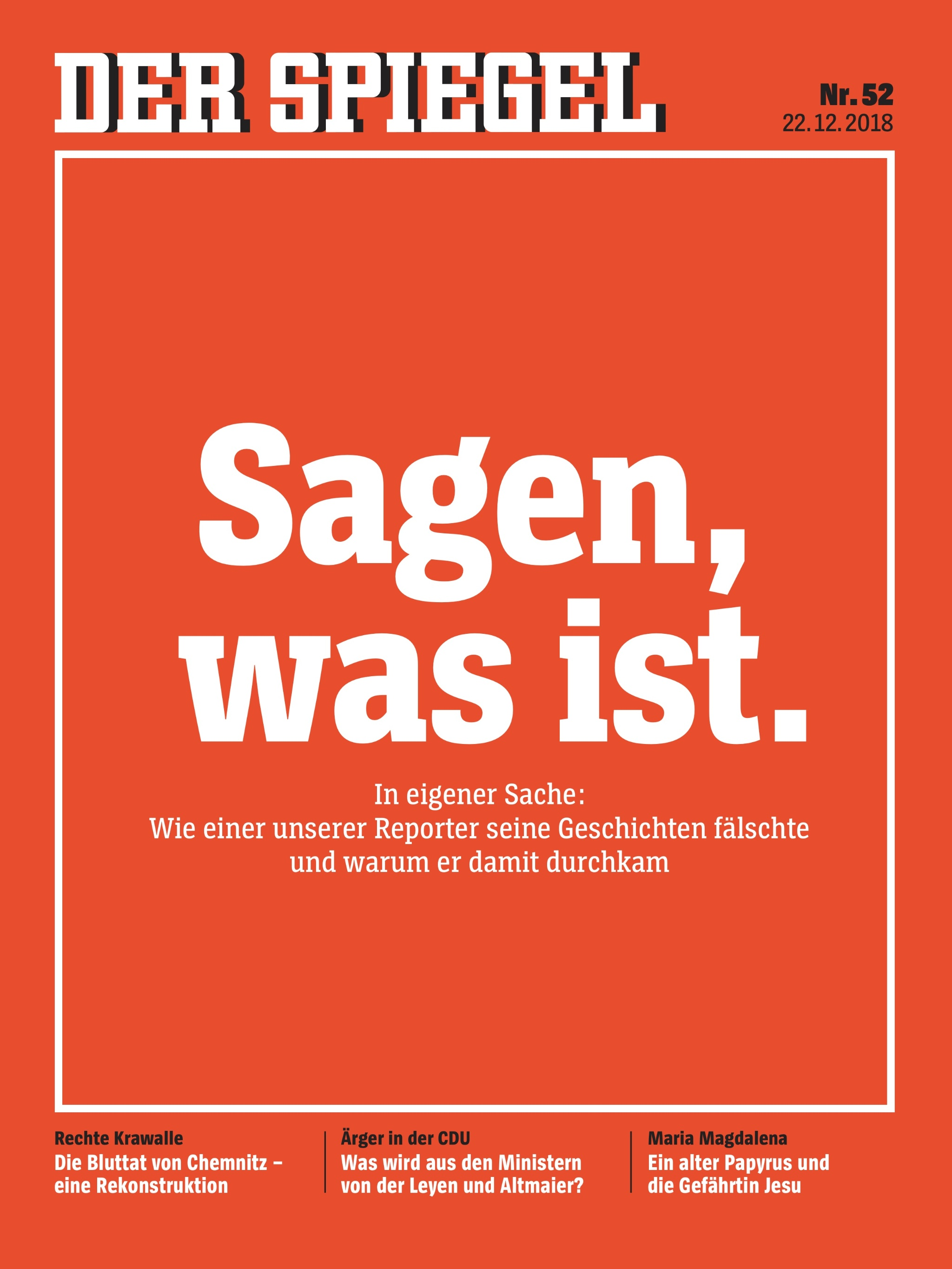
Der Spiegel, 2018.

- en allemand
  - Der Spiegel (Allemagne)
  - Focus (Allemagne)
  - Profil (Autriche)
  - Stern (Allemagne)
- en italien
  - L'Espresso (Italie)
  - Panorama (Italie)
- en néerlandais
  - Knack (Belgique)
- en portugais
  - Época (Brésil)
  - Veja (Brésil)